# 月骨
月骨（或稱半月骨）是人體手部腕骨的一部份，特色是前側深陷而呈現新月狀。它位於腕骨近心列（即最靠近前臂的一列）的中央，夾在外側的手舟骨和內側的三角骨之間，並和前臂的尺骨與橈骨形成關節。:708